# Смерть филателиста
«Смерть филателиста» — дебютный фильм режиссёра Георгия Калатозишвили, поставленный им на студии Грузия-фильм в 1969 году в жанре классического детектива о краже филателистического раритета.

## Сюжет
В милицию поступил сигнал об ограблении кассы в одном из проектных институтов. В ходе следствия выясняется, что все сотрудники были на собрании, за исключением кассира Раждена Касрадзе, отпросившегося домой из-за плохого самочувствия. Приехавшая к нему следственная группа обнаружила труп Касрадзе. По общему мнению экспертов — явное самоубийство.
В комнате Луки, сына покойного, была найдена крупная сумма денег, и его задержали по подозрению в преступлении. Следователь Вачнадзе, вопреки кажущейся простоте дела, стал наводить справки о личности подозреваемого. Вскоре милиция вышла на уголовника «Чёрного» и Самсона Хеладзе, бывшего друга Луки. Они заявили, что ключи и план института им были переданы Лукой, но не лично, а в конверте.
Кассир Касрадзе был страстным филателистом, из его коллекции пропала очень редкая и дорогая серия марок, но никто из задержанных не признавался в похищении. Следователь находит человека, последним разговаривавшего с покойным. Им оказался заместитель директора института Отар Перадзе. Бывший адвокат, помогавший Луке после инцидента с Самсоном.
Он задумал комбинацию с ограблением и последующим очернением Луки, чтобы заставить Раждена продать марки для спасения сына. На эту редкую серию у него был покупатель, спекулянт антиквариатом из Германии, Франц Шток. Кассир, сопоставив факты, понял, что им манипулируют, и стал угрожать вызвать милицию. У него был наградной пистолет, и в борьбе с Отаром он случайно выстрелил себе в сердце. Перадзе подбросил деньги в секретер, забрал марки и поехал на встречу со Штоком в Одессу. На теплоходе его ждал Вачнадзе. Он обвинил Отара Перадзе в совершённом преступлении, сообщил ему о гибели Штока в автокатастрофе и выяснил, что марки были отосланы заказным письмом на одесский почтамт.

## В ролях
- Рамаз Чхиквадзе — Георгий Вачнадзе, сотрудник уголовного розыска (озвучивал Юрий Леонидов)
- Григол Ткабладзе — Ражден Касрадзе, убитый филателист
- Автандил Курдиани — Лука, сын Касрадзе
- Русудан Кикнадзе — Анна, знакомая Луки
- Гиви Тохадзе — Отар Перадзе, коллега Касрадзе
- Темо Чихладзе — Самсон Хеладзе
- Отар Кипиани — Лаша Хундадзе, друг Луки
- Тенгиз Натадзе — Гайоз «Чёрный»
- Сесилия Такайшвили — мать «Чёрного»
- Вахтанг Сулаквелидзе — Беридзе
- Ипполит Хвичиа — Ладо Шаматава
- Рамаз Гиоргобиани — Кереселидзе
- Дудухана Церодзе — соседка

## Съёмочная группа
- Сценаристы: Леван Алексидзе, Георгий Калатозишвили, Анзор Салуквадзе
- Режиссёр: Георгий Калатозишвили
- Оператор: Юрий Кикабидзе
- Композитор: Константин Певзнер
- Художник: Дмитрий Такайшвили
- В записи музыки принимал участие Государственный эстрадный оркестр Грузии «Рэро» под управлением Константина Певзнера.
- В фильме также звучит песня «Girl» в исполнении The Beatles.